# Jesus andando sobre as águas

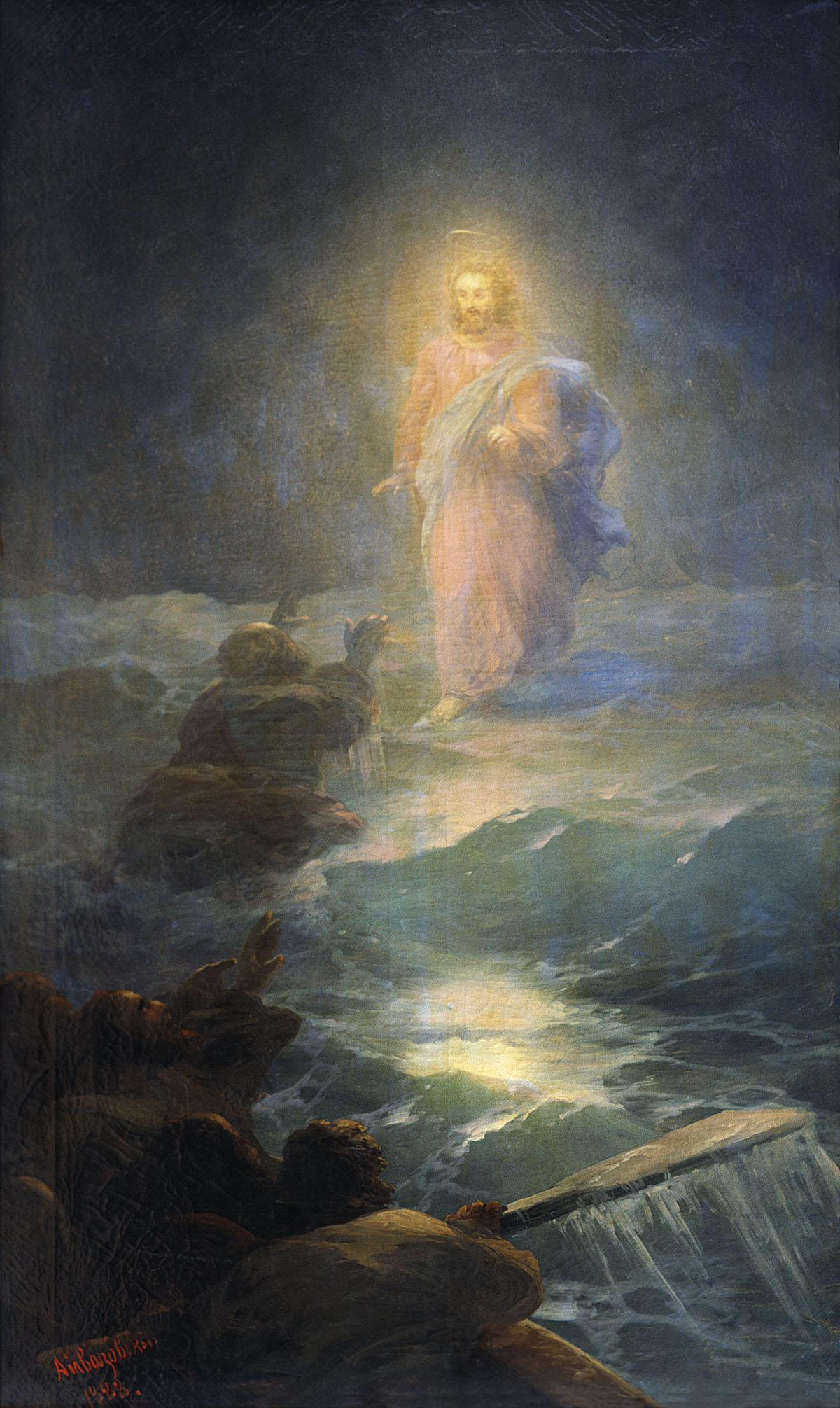
Jesus andando sobre as águas.
1888. Por Ivan Konstantinovich Aivazovsky, atualmente no Museu Estatal da História da Religião, em São Petersburgo

Jesus andando sobre as águas é um dos milagres de Jesus, relatado em Mateus 14:22–33, Marcos 6:45–52 e em João 6:16–21. A história conta como, logo após alimentar os 5.000, Jesus enviou os discípulos por barco até a outra margem do Mar da Galileia e ficou para trás, sozinho, para orar. A noite caiu, o vento começou a ficar mais forte e o barco acabou pego por uma tempestade. No meio dela, no escuro, os discípulos viram Jesus andando no mar. Eles ficaram aterrorizados, acreditando estarem vendo um espírito, mas Jesus pediu-lhes que não tivessem medo, o que os reconfortou. Ele então acalmou a tempestade e entrou no barco, que seguiu para a costa. De acordo com alguns detalhes encontrados apenas no Evangelho de Mateus, Pedro pulou na água para ir ao encontro de Jesus, perdeu o controle e começou a afundar, sendo então salvo por Jesus.
A doutrina cristã considera que este episódio é milagre cujo objetivo foi demonstrar a importância da fé e o controle de Jesus sobre as forças da natureza. Acadêmicos bíblicos vêem este episódio como instrumental em afirmar a divindade de Jesus entre os primeiros cristãos. Sob este ponto de vista, esta demonstração de que Deus Pai estaria disposto a dividir o poder divino com seu filho Jesus teve um impacto definitivo na crença na divindade de Jesus no credos ecumênicos cristãos.
Acadêmicos críticos não compartilham desta perspectiva tradicional cristã, alguns afirmando que o evento não foi milagroso e que os discípulos teriam visto Jesus andando na margem, mas se confundiram com a escuridão. Outros consideram a história como um exemplo de simbolismo criativo ou de uma lenda piedosa. George Young considera a história como arte fantástica e passível de uma análise com os métodos da crítica literária.

## Narrativa bíblica

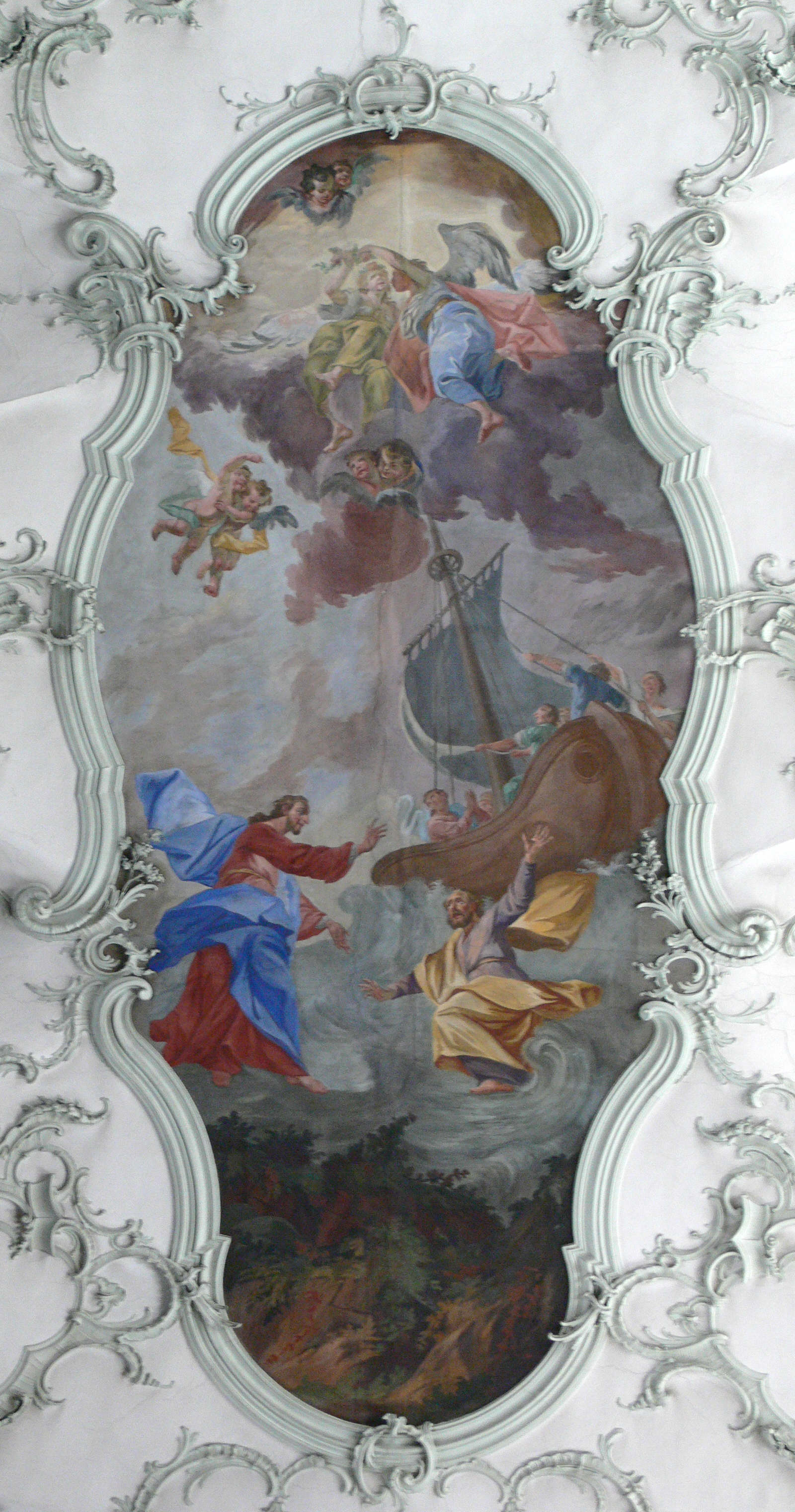
Jesus andando sobre as águas.
Afresco na Igreja de São Pedro, em Salzburgo, na Áustria

Na narrativa do Novo Testamento, este episódio aparece nos evangelhos de Mateus, Marcos e João. O relato, apesar de similar, é distinto do milagre conhecido como Jesus acalmando a tempestade, que ocorreu muito antes. Nos três evangelhos, o episódio acontece logo após a multiplicação dos pães e peixes, quando Jesus se retirou de barco para um lugar solitário perto de Betsaida após ouvir as notícias da morte de João Batista, mas é seguido pela multidão a pé.
Nos três relatos, durante a noite, os discípulos embarcaram para cruzar para o outro lado do Mar da Galileia, sem Jesus, que subiu um monte próximo sozinho para rezar. Apenas João especifica o destino como sendo Cafarnaum. Durante a viagem pelo lago, os discípulos foram atormentados por ventos e ondas, mas vêem Jesus andando sobre as águas e indo na direção deles. Novamente, apenas João especifica que eles estavam entre 5 e 6 quilômetros distantes da costa. Os discípulos ficaram atemorizados ao verem Jesus, mas ele pede-lhes que não temam. Nos relatos de João e Marcos, Jesus acaba embarcando também.
Apenas o relato de Mateus menciona Pedro pedindo para ir em direção a Jesus sobre a água. Após Pedro pular na água e ter andando brevemente sobre a água, ele fica com medo da tempestade e começa a afundar. Ele pede ajuda para Jesus, que o pega pelas mãos, o repreende por sua falta de fé e o leva novamente para o barco, quando então a tempestade termina. Também em Mateus, os espantados discípulos chamam Jesus de Filho de Deus.
Nos três relatos, após Jesus ter embarcado, o vento cessa e eles alcançam a margem. Apenas no relato de João, eles chegam imediatamente à margem. Os relatos de Mateus e Marcos terminam neste ponto, mas João continua narrando os eventos do dia seguinte, quando a multidão de 5.000 segue para Cafarnaum e pergunta a Jesus como ele fez para cruzar o mar sem um barco, pois os discípulos foram vistos partindo sem ele. Jesus não responde à pergunta, mas afirma que as pessoas o seguiram não por terem visto sinais, mas por causa dos pães e peixes gratuitos que eles comeram no dia anterior, e as aconselha a não buscarem ganhos terrenos e sim que busquem levar uma vida baseada em valores espirituais mais elevados. O relato de João sobre esta discussão a respeito de pães termina por levar ao Discurso do Pão da Vida, sobre o "verdadeiro pão" do céu.
Este episódio ocorre já no final do Ministério de Jesus na Galileia, próximo aos eventos-chave que ocorrem pelo meio das narrativas evangélicas, quando Pedro proclama Jesus como Cristo e assiste à Transfiguração. Após estes eventos, Jesus começa a sua jornada final até Jerusalém.

## Interpretações

### Doutrinas cristãs
O milagre de andar sobre as águas tem interpretações específicas na doutrina cristã e tem sido interpretado pelos acadêmicos como importante por causa do seu impacto percebido na formação dos credos ecumênicos cristãos.
Uma aspecto desta perícopa é como ela sublinha a relação entre Jesus e seus apóstolos. Merrill Tenney afirma que o incidente é essencialmente centrado neste aspecto, ao invés do perigo ou do milagre em si. Dwight Pentecost e John Danilson afirmam que este milagre foi deliberadamente planejado por Jesus para instrui-los e aumentar a sua fé. David Cook e Craig Evans notam que "de pouca fé" é uma expressão algo comum em Mateus 8:26, quando Jesus acalmou a tempestade, ou em Mateus 16:8 (um episódio com relação ao pão e os fariseus que ocorre imediatamente antes da Confissão de Pedro) e pode significar "sem fé".
Richard Cassidy afirma que este episódio lança uma luz especial na posição de Pedro entre os apóstolos e na relação entre Jesus e ele. Na visão de Cassidy, o episódio implica que Pedro teria fé em Jesus e teria reconhecido os Seus extraordinários poderes, o que o teria levado a considerar andar sobre a água também, tentando compartilhar do ato de Jesus antes dos demais discípulos, pois se considerava mais próximo d'Ele que os demais. Cook e Evans notam que o apelo de Pedro, "Salva-me, Senhor!", é similar a Mateus 8:25 e Marcos 4:38, novamente no episódio em que Jesus acalmou a tempestade e, também novamente, enfatiza a dependência dos discípulos em relação a Jesus.

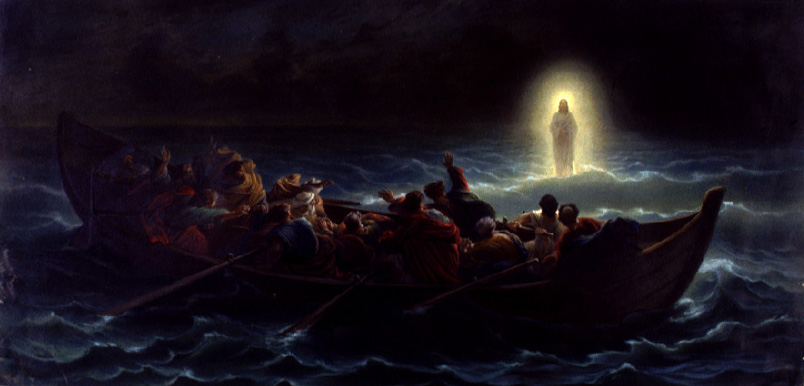
Jesus andando sobre as águas.
século XIX. Por Amédée Varint

Cook e Evans também preconizam a interpretação de Dwight Pentecost de que o trecho sobre "muitos estádios da terra, açoitada pelas ondas" tem como intenção enfatizar que Jesus poderia andar sobre as águas a grande distância da margem, num mar bravio, estabelecendo assim a sua dominância sobre a natureza. R.T. France acrescenta que os detalhes sobre o barco estar distante da terra e a imagem de Pedro afundando tem como objetivo confirmar também a profundidade da água.
Acadêmicos como Ulrich Luz e, separadamente, Dale Allison vêem esta perícopa como instrumental para afirmar a divindade de Jesus entre os primeiros cristãos. Alan Robinson acredita que ela é importante para estabelecer a crença na Igreja antiga de que os discípulos viam Jesus como o Filho de Deus.. Dale Allison afirma que o relato de Mateus enfatiza que Deus Pai estaria disposto a compartilhar o poder divino com Seu Filho e que o impacto desta perícopa na afirmação da divindade de Jesus na formação dos credos ecumênicos é inegável.

### Análise crítica histórica
Os acadêmicos que defendem que história relata eventos reais o fazem baseados no fato de que Jesus, como Filho de Deus, estaria isento de seguir as leis da natureza; ou, numa variação do argumento, que Jesus projetava uma imagem de si enquanto, na verdade, estaria ainda na margem. A falta de qualquer registro de protestos contra esta afirmação seria a prova de que este (e outros milagres) seriam então uma realidade histórica. Acreditam ainda que o significado deste episódio seria inerente à sua natureza milagrosa: "O significado desta perícopa...só tem sentido...se for entendido como parte de um evento milagroso que de fato ocorreu" (Leopold Sabourin, 1975)..
Em estudos mais recentes, Bart Ehrman defende o ponto de vista que, em geral, é impossível provar ou refutar eventos sobrenaturais como milagres se utilizando de métodos históricos, pois prová-los iria requerer uma crença no mundo sobrenatural que não é natural da análise histórica, enquanto que refutá-los iria requerer evidências históricas que são geralmente muito difíceis de conseguir.
Ainda assim, alguns acadêmicos defendem a visão de que, se por um lado algo aconteceu, não foi nada milagroso: Albert Schweitzer, por exemplo, sugeriu que os discípulos viram Jesus andando na margem, mas foram confundidos pelos ventos e pela escuridão; os acadêmicos que aceitaram esta "tese da falha na percepção" argumentam que Marcos originalmente escreveu que Jesus teria andado no "litoral" ao invés de na "margem", e que João tinha uma versão mais acurada. Outros defenderam que o episódio todo não seria mais do que uma "lenda piedosa" (B.H. Brunscombe, 1937), baseada talvez em algum evento perdido; talvez Jesus teria andado na rebentação apenas (Vincent Taylor, 1957), ou talvez numa restinga de areia (Sherman Johnson, 1972, J.D.M. Derrett, 1981).

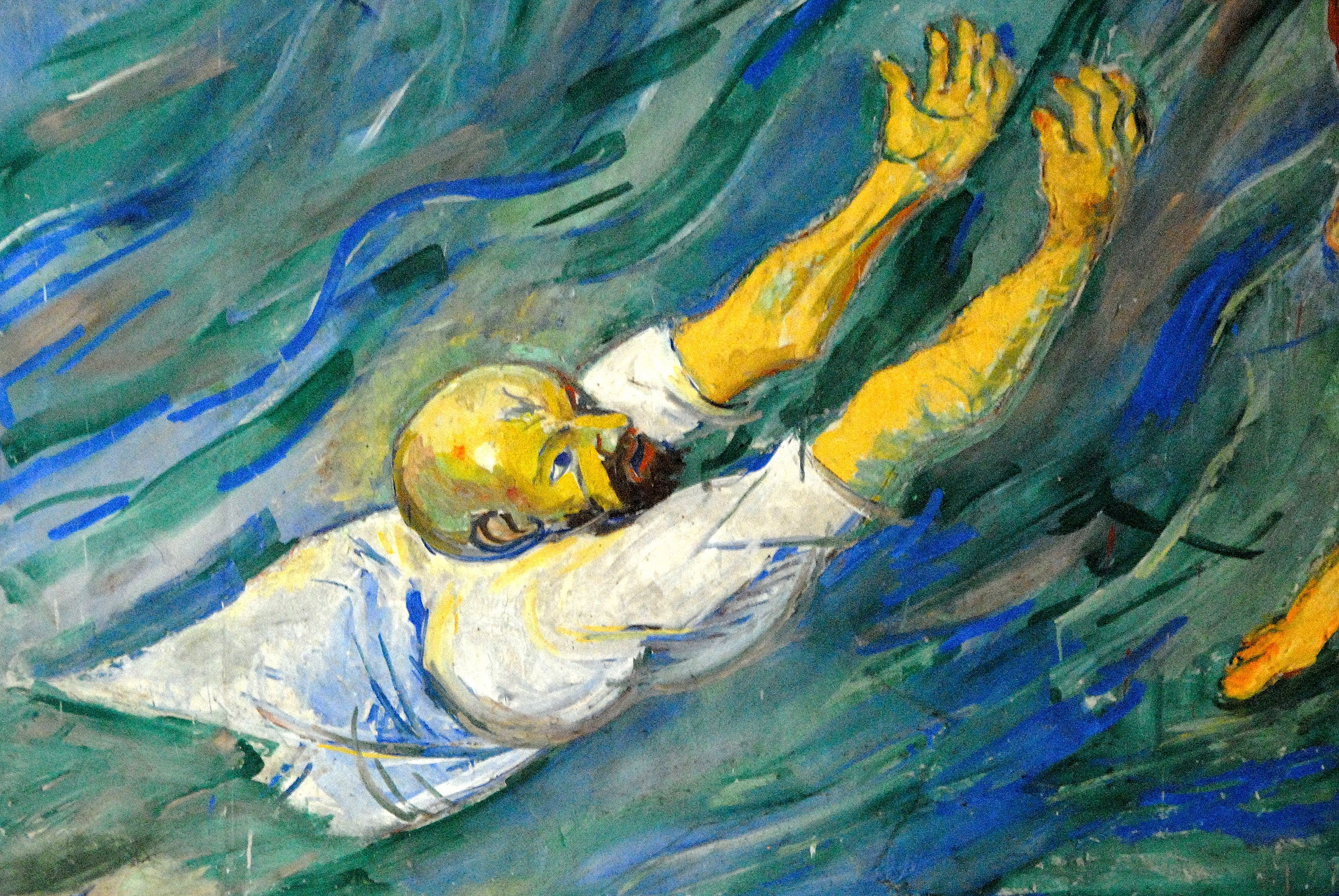
Pedro se afogando.
Afresco por Herbert Boeckl na Catedral de Maria Saal, Maria Saal, Caríntia, Áustria.

Finalmente, alguns acadêmicos consideram que a história é um exemplo de "simbolismo criativo" ou de um mito, que provavelmente foi entendido por parte da audiência como sendo literal e por outros, alegoricamente. Rudolf Bultmann destaca que o tema de andar sobre as águas é familiar a muitas outras culturas. Nas tradições grega e romana, Posidão ou Netuno, respectivamente, é o deus do mar e viaja com sua carruagem sobre as águas. Os seres humanos podem ser agraciados com este poder, tipicamente os filhos de Posidão através de mães humanas, como Órion, a quem "foi dado [...] como presente o poder de andar sobre as águas como se fosse a terra". Além disso, este mesmo tema era associado com reis como Xerxes II ou Alexandre, mas também era rejeitado e satirizado como sendo humanamente impossível e como sendo proverbial para a arrogância dos reis por Menandro, Dião Crisóstomo e até mesmo no deuterocanônico II Macabeus 5:21.
Outros autores procuram uma origem para o ato no mundo mítico do próprio Antigo Testamento (a vitória de Cristo sobre as águas sendo um paralelo da vitória de Javé sobre o mar primordial, representando o Caos) ou do Novo Testamento, como sendo originalmente uma história simples que teria sido embelezada com detalhes do Antigo Testamento e helênicos. Na Bíblia judaica, Deus também concede o poder sobre as águas para Moisés (Êxodo 14:21–29) e para Elias (II Reis 2:8).

### Análise pela crítica literária
O acadêmico bíblico George W. Young descarta as explicações naturalista, a tradicional e a crítica histórica. Ele afirma que estes métodos de exegese se baseiam em interpretações factuais e não conseguem capturar o significado pleno do texto baseado em sua estrutura interna. Ao invés disso, Young explora a perícopa através de métodos da crítica literária, como a arte narrativa. Ele vê o texto como uma ficção e utiliza termos e ferramentas geralmente associados com a literatura fantástica para analisá-lo.
Young analise a perícopa como a expressão de três perspectivas, emaranhadas e conflitivas entre si, sobre a realidade: (i) a "realidade convencional", baseadas na percepção sensorial; (ii) a "impossível" visão de Jesus, resultando no espanto dos que viram a cena; (iii) o comentário metafísico do narrador no versículo 52 de Marcos ("Eles se encheram de grande pasmo, porque não haviam compreendido o milagre dos pães, ao contrário o seu coração estava endurecido."), que supostamente identificaria Jesus como o Filho de Deus.

## Galeria

Imagens
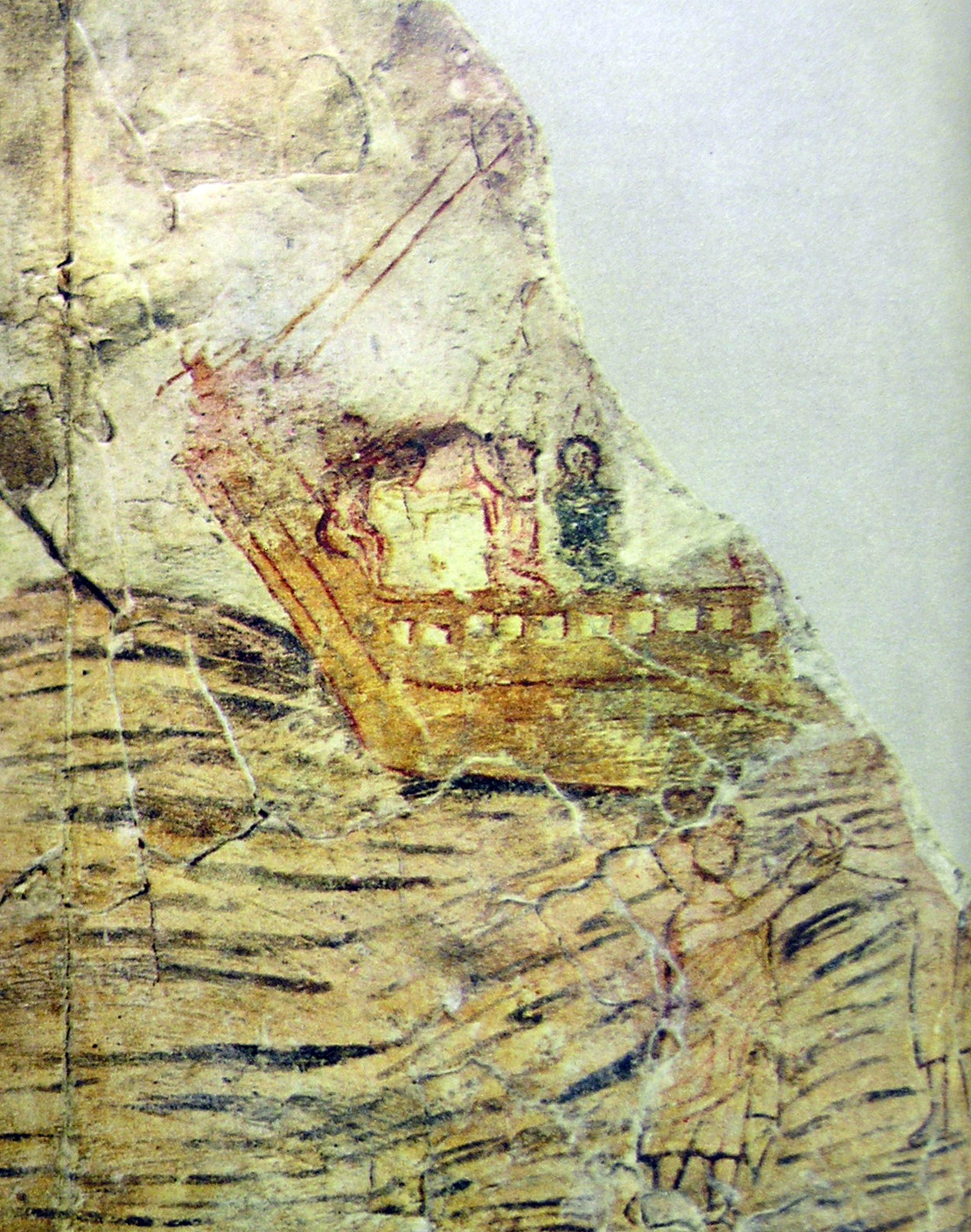
Batistério de Dura, séc. III-IV
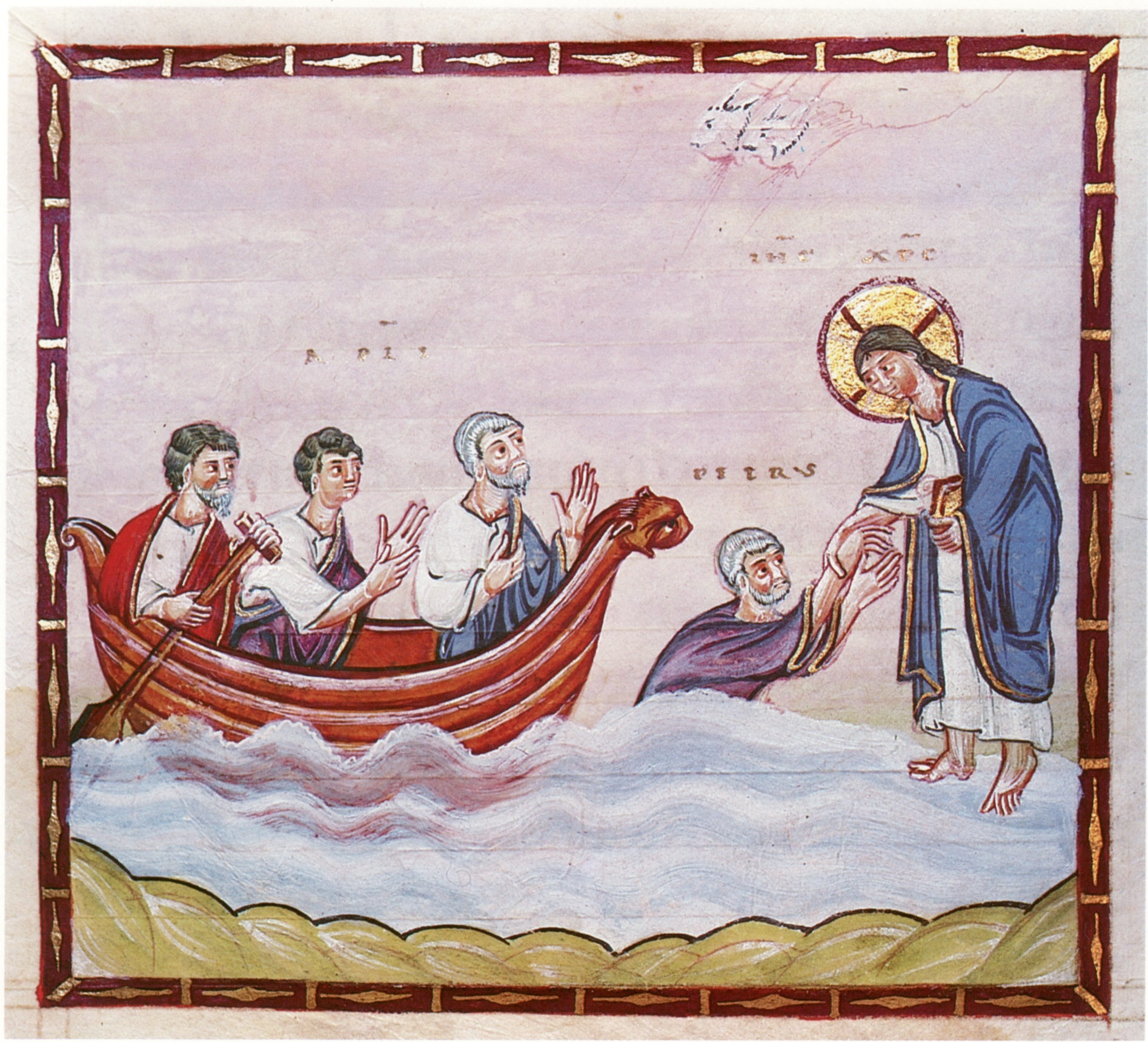
Codex Egberti, séc. X
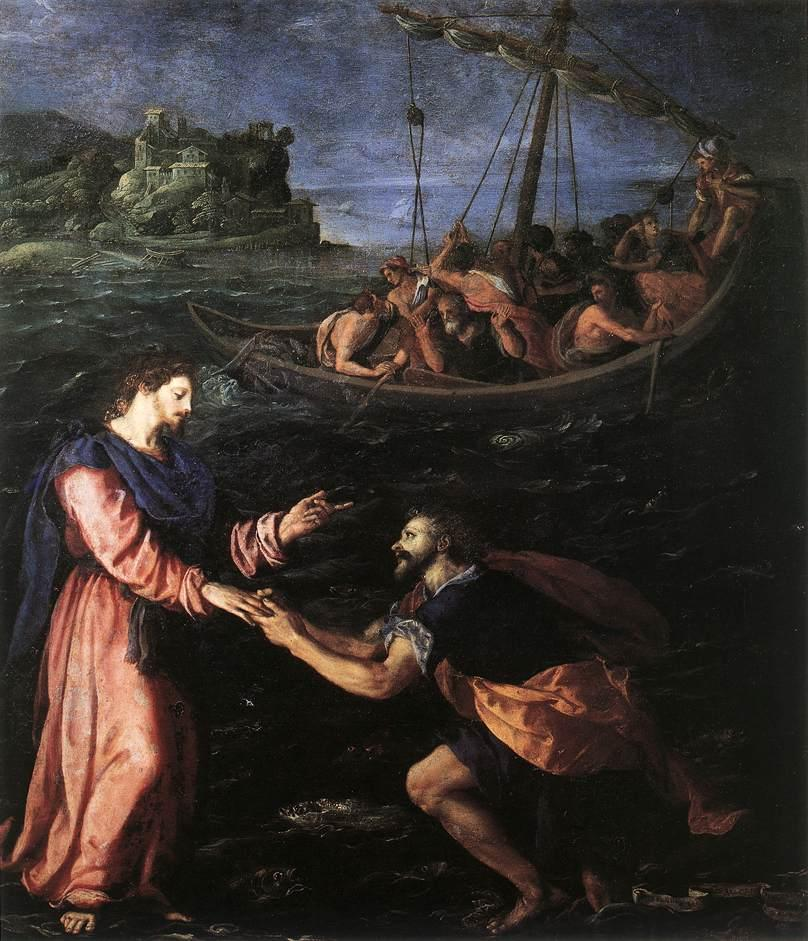
Alessandro Allori, c. 1595
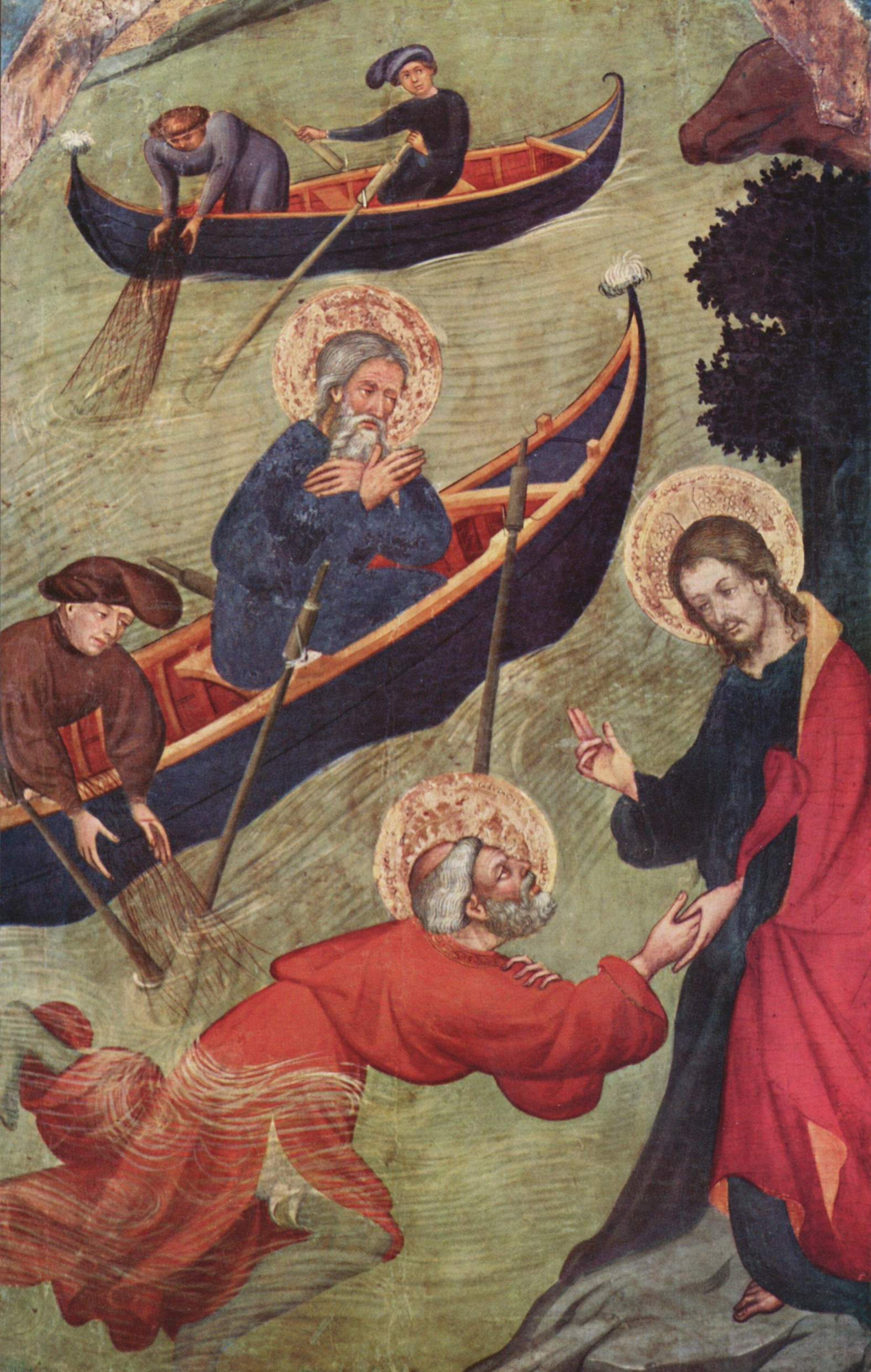
Lluís Borrassà, 1411